# Georg Hackenschmidt
Pour les articles homonymes, voir Hackenschmidt.
 (août 2018).
Georg Karl Julius Hackenschmidt est un lutteur professionnel, catcheur, écrivain et penseur estonien né le 1er août 1877 à Tartu (alors en Russie) et mort le 19 février 1968 à Londres (Angleterre). Il a détenu la nationalité française puis britannique.

## Carrière
D'origine germano-balte et suédoise, Georg Karl Julius Hackenschmidt naît le 20 juillet 1877 suivant le calendrier julien alors en usage en Russie, c'est-à-dire le 1er août 1877 suivant le calendrier grégorien maintenant en usage en Estonie. Dans sa jeunesse, il excelle en gymnastique, athlétisme et haltérophilie, mais pratique aussi d'autres sports. Il se lança dans la lutte et, sous la tutelle du Dr von Krajewski (conseiller physique du Tsar de Russie), Georg réalise des progrès impressionnants. Il remporte le championnat européen de lutte gréco-romaine à Vienne en 1898, et, la même année, remporte le championnat russe d'haltérophilie. En juin 1900, Hackenschmidt se lance dans le catch. Il fait sa première apparition dans un tournoi à Moscou et devient rapidement célèbre.
Entre 1900 et 1914, Hackenschmidt s'établit en Angleterre pour profiter de l'explosion de popularité que connait le catch dans ce pays. Sous la tutelle de son nouvel entraîneur J.C. Cochran, il lance chaque soir des défis au public afin qu'ils le battent, mais tous les volontaires échouent à le mettre au tapis. (Hackenschmidt est tellement fort que ses combats, très rapides, n'étaient guère intéressants.) Durant la même période, Hackenschmidt parcourt le monde et remporte une multitude de championnats, comme le titre mondial de lutte gréco-romaine en 1901.
Ainsi, Hackenschmidt reste invaincu jusqu'à sa rencontre avec le champion de catch américain Frank Gotch, qui le bat une première fois le 3 avril 1908 à Chicago. Gotch catche de façon très nerveuse et rapide, ce qui déconcentre Hackenschmidt qui ne peut réellement se préparer mentalement pendant le combat. Qui plus est, Gotch utilise des techniques parfois peu légales (frappant l'estonien dans le nez), au point qu'Hackenschmidt décide d'abandonner au bout de deux heures et trois minutes de combat. Le match retour entre Gotch et Hackenschmidt a lieu en 1911 à Chicago devant une foule record de 10 000 spectateurs. Mais Hackenschmidt, blessé au genou, se fait battre par Gotch par deux tombés à zéro.
Cette défaite, qui empêche Hackenschmidt de mettre la main sur le championnat mondial de catch, est pour lui le signal de la retraite. Il part vivre en Angleterre avec sa femme, une française née Rachel Bedeaux, et publie plusieurs livres, des traités de philosophie ainsi que des ouvrages sur la condition physique.
Hackenschmidt décède en 1968 à l'âge de 90 ans.
Hackenschmidt est reconnu comme pionnier dans le monde du culturisme. Il popularise le hack squat (voir squat), exercice pour les quadriceps, très populaire encore à ce jour en musculation. 

## Palmarès
- Lutte gréco-romaine
  - champion d'Europe poids-lourds de lutte gréco-romaine (1 fois)

- Catch
  - National Wrestling Alliance
    - NWA World Heavyweight Championship (1 fois)

  - Membre du Professional Wrestling Hall of Fame and Museum (2002)
  - Membre du Wrestling Observer Hall of Fame (1996)